# Imigração portuguesa no México
Os portugueses chegaram ao México no período colonial. Muitos deles eram marinheiros, conquistadores, religiosos, militares e trabalhadores. Anos mais tarde vieram os piratas portugueses, que às vezes eram aliados dos inimigos dos espanhóis e de outros. Hoje a maior comunidade portuguesa está concentrada na Cidade de México, Puebla de Zaragoza, Monterrey, Saltillo, Victoria de Durango, Tijuana, Ensenada e Queretaro. Seu ponto de encontro mais comum, é no Condesa Colonia, onde existe alguns restaurantes e bares de sua propriedade. Imigrantes portugueses no México estão entre os seus membros arquitetos, músicos, escritores, estudantes, acadêmicos e religiosos católicos. Segundo o censo de 2000, havia 288 portugueses no México. Uma importante comunidade empresarial portuguesa é a dos licoreiros em Atotonilco el Alto, Jalisco. A comunidade empresarial dedica-se principalmente à produção de garrafas e rótulos para vender tequila. Outra atividade é a venda de carvalho branco, importado para a fabricação de barris e introdução de vinho português, no oeste do México.

## História

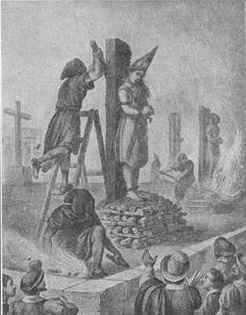
Queima de Mariana de Caravajal, grabado do Libro Rojo da inquisição, 1870.

O primeiro português a pisar na Nova Espanha foi um companheiro de Hernán Cortés, chamado Sebastião Rodrigues de Oliveira. A presença portuguesa na Nova Espanha foi significativa, especialmente durante a União Ibérica, tendo os seus expoentes iniciais participado na conquista destas terras, entre eles João Rodrigues Cabrilho. Um número considerável destes imigrantes eram portugueses sefarditas que vieram na esperança de viver em paz de acordo com a sua religião ancestral, fugindo da Inquisição. Merecem uma atenção especial aqueles que participaram na "Grande Conspiração", aparentemente partidários da rebelião que o duque de Bragança tinha organizado em Portugal contra Filipe IV. A grande conspiração que ele se juntou ao irlandês Guillen Lampart. Também aborda a presença portuguesa no empreendimento dos assentamentos na Califórnia.
Finalmente, todo o papel referido em inúmeras ocasiões como origem portuguesa varia em Nova Espanha, que vieram de cidades muito diferentes que país. Seus deveres foram aqui para acompanhar o coro no Escritório de Massa e Divina, e manter os órgãos sintonizados. Mas sem dúvida, o maior significado para a posteridade foi o fato de que em 1602, Gaspar Fernandez, criado alguns dos livros do coro polifônico que sobreviveram até hoje, refletindo o uso da música polifônica na liturgia católica da catedral . Em 1603 um amigo de Fernandez, Pedro Bermudez, deixou a catedral de Santiago de Guatemala para aceitar o convite do capítulo da catedral de Puebla de Los Angeles para servir como seu mestre tinha capilla. Em 1740 cerca de 350.000 natural em Portugal do vice-reinado da Nova Espanha, que sempre teve medo de ser expulso pela Coroa espanhola, tão constantemente notificando o vice-rei e deu todos os presentes do reino, era Português em Puebla de Los Angeles, Cidade do México, Guanajuato, Morelia, Guadalajara, Colima e muitas cidades o intendente para estender suas comunidades para a Guatemala e os Califórnias.
Os Portugueses bem como os Espanhóis tiveram muitos filhos na Nova Espanha com mulheres diferentes ou peninsulares indígenas não tinham dificuldade em se adaptar, porque eles eram católicos e responsáveis para com a Coroa espanhola, em termos de impostos. Durante a guerra de independência o mesmo destino que os espanhóis foram mortos e confundidos com os espanhóis, muitos deles para o norte do Vice-reinado, e alcançou a sua independência, os Portugueses foram expulsos e enviados para a Península Ibérica ou para os Estados Unidos e para o Canadá.
E no México (já independente) a presença tanto de portugueses foi apenas alguns descendentes muito numerosos de mexicanos que não tinham já laços com parentes, perda de relações com o Velho Mundo e, gradualmente, integrado com a vida de mestiços do México, assim como aconteceu com os espanhóis, os filipinos, os negros africanos e os europeus não ibéricos.

## Cultura portuguesa no México

Os forcados são uma herança portuguesa em Tequixquiac.

Os portugueses no México organizam eventos culturais patrocinados pela Embaixada de Portugal e pelas associações portuguesas no México e por alguns governos distritais desta cidade, entre eles, eventos culturais e desportivos.
Todos os anos dezenas de jovens procuram experimentar a aventura de pegar um touro na praça, e uma tradições portuguesas que imperam no México por intermédio dos amigos ou familiares surgem nos treinos cheios de vontade de mostrar a sua valentia, têm um sonho, ser forcado.

## Luso-mexicanos notáveis
Expatriados portugueses no México
- Luis Carvajal y de la Cueva, conquistador
- Victoriano Cepeda Camacho, conquistador
- Gaspar Fernandes, compositor
- Joao Rodrigues Cabrilho, navegador
- Pedro Caixinha, treinador
- Renato Paiva, treinador
- Francisca de Carvajal, religiosa

### Mexicanos de ascendência portuguesa
- David Zepeda, ator
- Francisco I. Madero, político
- Hugo Sánchez Portugal, desportista
- Humberto Moreira, político
- Jair Pereira Rodríguez, futebolista
- Karla Souza, atriz
- Lazaro Cardenas Batel, político
- Lydia Cacho, jornalista
- Mario Almada, ator
- Mariana de Caravajal, religiosa
- Salvador Novo, escritor
- Santiago Nogueira, basquetebolista
- Manuel Rodríguez Villegas, escritor